# Willem Hendrik de Vriese
Willem Hendrik de Vriese (Oosterhout (Noord-Brabant), 11 augustus 1806 – Leiden, 23 januari 1862) was een Nederlandse botanicus en arts. In zijn jeugd ging hij naar de Latijnse school in Leiden. In 1825 begon hij met de studie geneeskunde aan de universiteit van Leiden. Tijdens zijn studie werd hij tevens onderwezen in de botanie.
In 1831 promoveerde hij tot Medicinae Doctor. Hierna werd hij arts in Rotterdam en ging hij lesgeven in de botanie aan de geneeskundige school aldaar. In september 1834 werd hij aangesteld als buitengewoon hoogleraar in de botanie aan Athenaeum Illustre in Amsterdam. In 1841 werd hij hier vervolgens bevorderd tot gewoon hoogleraar.
Op 27 september 1845 werd hij geïnaugureerd als hoogleraar botanie aan de universiteit van Leiden en als directeur van de Hortus botanicus Leiden als opvolger van Caspar Georg Carl Reinwardt. In 1853 stelde hij Heinrich Witte aan als eerste tuinier. Ze hadden elkaar al leren kennen toen Witte eerste tuinier was van de tuinen van de geneeskundige school in de Rotterdamse tijd van De Vriese. In 1855 werd Witte na de dood van zijn voorganger gepromoveerd tot hortulanus.
De Vriese was vooral geïnteresseerd in tropische flora en met name die van de overzeese kolonies van Nederland. In opdracht van Adriaan van der Hoop schreef hij in 1839 het eerste deel van Hortus Spaarn-Bergensis, een wetenschappelijke catalogus van Van der Hoops exotische plantenverzameling. Hij bewerkte en completeerde een manuscript dat Reinwardt niet meer had kunnen afmaken. Dit werk publiceerde De Vriese onder de titel Plantae Reinwardtianae. Ook vervolledigde hij werk van Franz Junghuhn. De Vriese schreef monografieën over het plantengeslacht Rafflesia en de plantenfamilie Marattiaceae (samen met Pieter Harting). Tevens schreef hij onder meer verhandelingen over Cinchona (De Kinaboom uit Zuid-Amerika overgebragt naar Java, onder de regeering van Koning Willem III uit 1855) Vanilla (De Vanielje van Oost-Indië, een nieuw product voor den handel uit 1856) en Camphor (Memoire sur le camphrier de Sumatra et de Borneouit 1856). In 1847 en in 1851 publiceerde hij onder de Franse titel Descriptions et figures des plante nouvelles et rares du jardin botanique de l’université de Leide et des principaux jardins du royaume des Pays-Bas twee delen over nieuwe en zeldzame planten van de Leidse hortus. Ook werkte hij mee aan het tot stand komen in 1851 van Pharmacopoea neerlandica, een receptenboek met daarin de toentertijd bekende medicijnen en medicinale planten.
In 1857, toen De Vriese op reis was, werd de hortus gedwongen om grond die nog verworven was door Sebald Justinus Brugmans over te dragen voor de bouw van de Sterrewacht Leiden. De Vriese vertrok op 21 oktober 1857 in opdracht van de regering naar Nederlands-Indië om de tropische plantenteelt te onderzoeken. Hij verbleef onderweg een maand op Ceylon en arriveerde in juni 1858 in Batavia, het huidige Jakarta op Java. Hij ondernam nog tochten naar de Molukken, Borneo en Sumatra. Op 3 maart 1861 keerde hij verzwakt terug in Nederland. Op 23 januari 1862 overleed hij, waarna hij als hoogleraar en hortusdirecteur werd opgevolgd door Willem Frederik Reinier Suringar, de man zijn taken al had waargenomen tijdens zijn reis door Nederlands-Indië.
In 1838 was De Vriese lid geworden van de Koninklijke Nederlandse Akademie van Wetenschappen. Het plantengeslacht Vriesea uit de bromeliafamilie is door de Britse botanicus John Lindley naar hem vernoemd.

## Selectie van publicaties
- Het Gezag van Kaempfer, Thunberg, en anderen, omtrent den botanischen oorsprong van den Ster-anijs, gehandhaafd tegen Dr. Ph. Fr. v. Siebold en Prof. J. G. Zuccarini, 1836, In: Tijdschrift voor Natuurlijke Geschiedenis. J. van der Hoeven & Willem Hendrik de Vriese
- Die Meinungen von Kämpfer, Thunberg und anderen über die Mutterpflanze des Stern-Anis des Handels, verteidigt gegen Dr. Ph. Fr. von Siebold und Prof. J. G. Zuccarini [...], 1837, In: Archiv für Naturgeschichte
- Hortus Spaarn-Bergensis, 1839 (alleen het eerste deel, deel twee werd geschreven door Merkus Doornik)
- Berigt aangaande een' onlangs uit Java ontvangen' Cycas circinalis, L. gekweekt en thans bloeijende in den kruidtuin der stad Amsterdam, 1842
- Plantae novae et minus cognitae Indiae Batavae Orientalis, 1845
- De palmen van Suriname, beschouwd in betrekking tot derzelver kruidkundige kenmerken, kultuur en nut voor nijverheid en handel, 1848
- Descriptions et figures des plante nouvelles et rares du jardin botanique de l’université de Leide et des principaux jardins du royaume des Pays-Bas, 1847-1851, 2 delen
- De luchtwortels der orchideen uit de tropische landen, 1851
- De kamferboom van Sumatra, (Dryobalanops Camphora Colebr.) : volgens Dr. F. Junghuhn's waarnemingen op de plaats zelve, en door nadere onderzoekingen toegelicht, 1851, C.G.C. Reinwardt, W.H. de Vriese & F.W. Junghuhn
- Monographie des Marattiacées, 1853, De Vriese & Harting
- Memoire sur les Rafflesias Rochussenii et Patma, d'apres les recherches faites aux iles de Java et de Noessa Kambangan, et au jardin de l'universite de Leide, 1853, M.J.J. Rochussen & W.H. de Vriese
- Plantae Junghuhnianae : enumeratio plantarum, quas in insulis Java et Sumatra detexit F. Junghuhn, et quae servantur in Museo Botanico Horti Academici Lugduno-Batavi, 1854, W.H. de Vriese & F.W. Junghuhn
- Illustrations des Rafflesias Ruchussenii et Patma, d'après les recherches faites aux îles de Java et de Noessa Kambangan, 1854, J.E. Teysmann, S. Binnendyk & W.H. de Vriese
- Illustrations d'orchidées des Indes Orientales Néerlandaises,1854-1855, 3 delen,
- De Kinaboom uit Zuid-Amerika overgebragt naar Java, onder de regeering van Koning Willem III, 1855
- Tuinbouw-flora van Nederland en zijne overzeesche bezittingen; bevattende de geschiedenis en afbeeldingen van nieuwe of merkwaardige planten, bloemen, vruchten, mededeelingen omtrent de kultuur in haren geheelen omvang, in betrekking tot Nederland en zijne overzeesche bezittingen, 1855-1856, 3 delen
- De Vanielje van Oost-Indië, een nieuw product voor den handel, 1856
- Memoire sur le camphrier de Sumatra et de Borneo, 1856
- Plantae Indiae Batavae Orientalis quas Batavorum, 1856-1857.
- Annales d'horticulture et de botanique, ou flore des jardins du Royaume des Pays-Bas, et histoire des plantes cultivees et ornementales les plus interessantes des possessions Neerlandaises aux Indes orientales, en Amerique et du Japon, 1858-1862, P.F von Siebold & W.H. de Vriese
- Aantekeningen betreffende Getah-pertja-boomen (Sapoteen), en Getah-pertja van Zuid-Oostelijk Borneo, naar aanleiding van ontdekkingen van James Motley, 1859, W.H. de Vriese & J. Motley
- Rapport betrekkelijk de ziekte in het padiegewas in de residentie Pekalongan, 1860
- Minjak tangkawang, en andere voortbrengselen van het plantenrijk van Borneo's wester-afdeeling, welke aanbeveling verdienen voor den Nederlandschen handel, 1861